# Kraken (kryptovalutabörs)
Kraken är en kryptovalutabörs som är baserad i San Francisco, Kalifornien i USA. Den kontrolleras av fintechföretagen Payward och Payward Ventures. Den amerikanska federala myndigheten United States Securities and Exchange Commission (SEC) anklagade Kraken år 2023 om att den var bland annat en oregistrerad nationell kryptovalutabörs och en oregistrerad börsmäklare. Myndigheten hävdade samtidigt att Kraken hade haft en total omsättning på mer än 43 miljarder amerikanska dollar för åren 2020 och 2021.
Kryptovalutabörsen grundades 2011 av Michael Gronager, Thanh Luu och Jesse Powell.